# Ottorino Flaborea
Ottorino Flaborea (Concordia Sagittaria, 5 marzo 1940) è un ex cestista e allenatore di pallacanestro italiano.

## Carriera
Ex pivot della Pallacanestro Varese con la quale ha vinto tutto e della Pallacanestro Biella. Detto Capitan Uncino per il suo gancio straordinario.
In totale, ha realizzato 4431 punti in Serie A.
Ha allenato il Basket Brescia in Serie A.
Il 7 novembre 2008 è stato nominato dal commissario straordinario Dino Meneghin membro dell'Italia Basket Hall of Fame.

## Palmarès

### Giocatore
- Coppa Intercontinentale: 3

Pall.Varese: 1966, 1970, 1973
- Coppa dei Campioni: 3

Pall. Varese: 1969-70, 1971-72, 1972-73
- Coppa delle Coppe: 1

Pall. Varese: 1966-67
- Campionato italiano: 4

Pall. Varese: 1968-69, 1969-70, 1970-71, 1971-72
- Coppa Italia: 4

Pall. Varese: 1968-69, 1969-70, 1970-71, 1973

## Galleria d'immagini

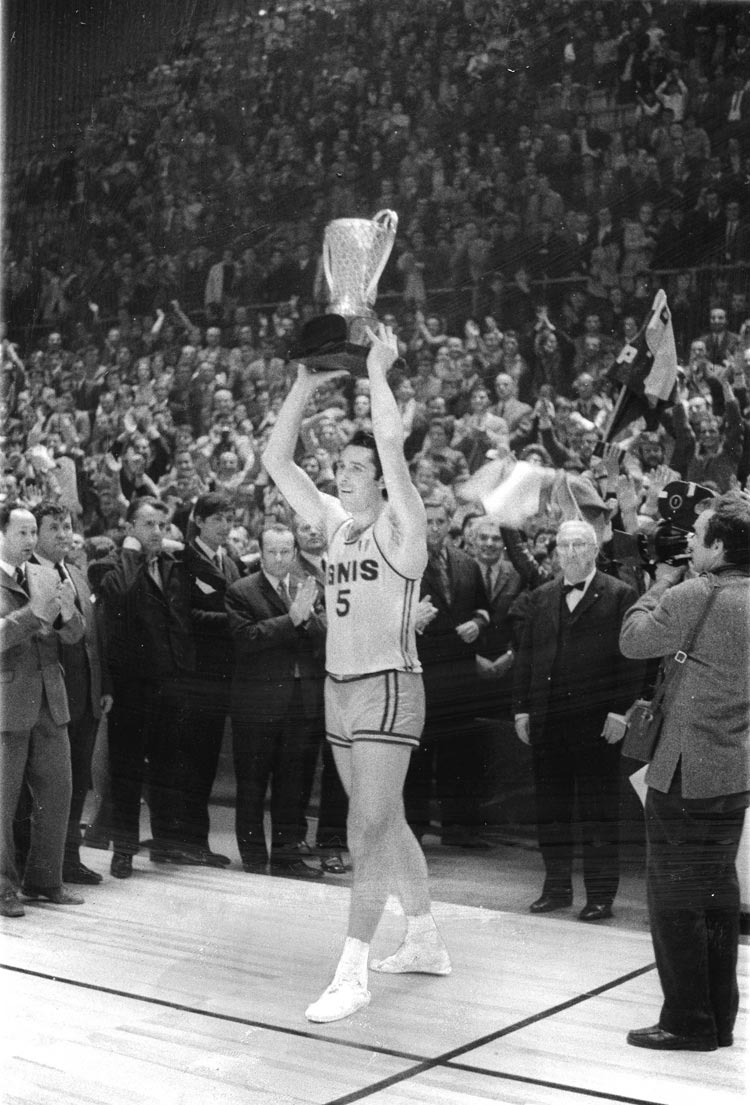
Flaborea alza la Coppa Campioni 1970
Flaborea mostra a Stefano Rusconi il movimento del gancio cielo